# Bilino Polje
Bilino Polje är en fotbollsarena i Zenica i Bosnien och Hercegovina. Arenan öppnade 1972 och renoverades 2012. Bilino Polje är hemmaplan för laget NK Čelik Zenica. Den är samtidigt en av två hemmaarenor (vid sidan av Asim Ferhatović Hase-stadion i Sarajevo) för Bosnien och Hercegovinas herrlandslag i fotboll och ligger nära landets geografiska mittpunkt. Arenan tar upp till 15 292 åskådare.

## Källhänvisningar
1. ↑  "Bosnia and Herzegovina team profile". Uefa.com. Läst 3 september 2014. (engelska)
2. ↑  Zenica på Google Maps. Maps.google.com. Läst 3 september 2014.